# Centre local de développement
Pour les articles homonymes, voir CLD.
Un  centre local de développement (CLD) était un organisme à but non lucratif qui a pour mandat le développement local et le soutien à l'entrepreneuriat. Un CLD est financé par le gouvernement du Québec et les municipalités régionales de comté (MRC). Il existait 120 CLD dans la province en 2014, année de l'annonce de leur abolition.

## Historique
Les centres locaux de développement sont créés le 19 décembre 1997 par le gouvernement du Québec sous la direction du ministre responsable du Développement des régions, jusqu'à ce que le ministère des Régions soit institué le 1er avril 1998,. L'État choisit alors d'accréditer et de contribuer au financement d'un seul organisme de développement local et de soutien aux entreprises par territoire de MRC. En 2004, le gouvernement du Québec modifie les règles de gouvernance et d'imputabilité entre le CLD, la MRC et le gouvernement. Il confie alors à la MRC les responsabilités en matière de développement local et de soutien à l'entrepreneuriat. La MRC a cependant l'obligation de confier l'exercice de sa compétence à un CLD, lequel devient un organisme de développement local et de soutien à l'entrepreneuriat mandataire de la MRC.
En octobre 2014, Pierre Moreau, ministre des Affaires Municipales, annonce l'abolition des CLD. Les 120 CLD sont appelés à disparaître graduellement entre le 31 décembre 2014 et le 31 décembre 2015. Il revient donc aux municipalités et MRC d'assumer seules le développement économique sur leur territoire.

## Mission
Le CLD a pour mission de favoriser un environnement propice au développement de l'entrepreneuriat ainsi qu'à la création d'emplois durables à l'intérieur d'un territoire, et ce, en collaboration avec l'ensemble des partenaires de la région. Les entrepreneurs et les promoteurs de projets structurants peuvent trouver un soutien technique et professionnel et, dans certains cas, une aide financière pour la concrétisation de leurs projets d'entreprise, qu'il s'agisse d'entrepreneuriat privé ou collectif.

### Mandats
Les principaux mandats d'un CLD découlent des responsabilités confiées en 2004 aux MRC en matière de développement local:
- Offrir, le cas échéant en partenariat avec d'autres personnes ou organismes notamment du secteur privé, les services d'accompagnement et de soutien technique ou financier auprès des entrepreneurs potentiels ou déjà en activité, individuels ou collectifs, incluant les entreprises d'économie sociale.
- Élaborer un plan d'action local pour l'économie et l'emploi (PALÉE), en tenant compte notamment du plan quinquennal de développement établi par la conférence régionale des élus (CRÉ) de son territoire.
- Élaborer, en tenant compte des orientations, stratégies et objectifs nationaux et régionaux, une stratégie en matière de développement de l'entrepreneuriat, y compris de l'économie sociale.
- Agir en tant qu'organisme consultatif auprès du centre local d'emploi (CLE) de son territoire.

La MRC peut également confier à un CLD des mandats additionnels, comme la gestion des parcs industriels, la prospection d'entreprises, le développement touristique et culturel, etc.

## Répartition sur le territoire québécois
Les 120 centres locaux de développement couvraient l'ensemble du territoire québécois. 
Il existait un CLD dans chacune des 89 municipalités régionales de comté (MRC), puis dans chacune des 12 municipalités locales dont le territoire n'est pas compris dans une MRC, mais qui est assimilée à une MRC aux fins de la loi (Québec, Longueuil, Saguenay, Gatineau, Trois-Rivières, Sherbrooke, Lévis, Shawinigan, Baie-James, Iles-de-la-Madeleine, Rouyn-Noranda, La Tuque).
Sur l'île de Montréal, il existait 18 CLD. Les municipalités de l'Ouest de l'Île ont choisi de se doter d'un CLD commun. Dans la ville de Montréal, il existe des CLD qui recoupent en partie les arrondissements.  Finalement, les communautés inuites du nord québécois possédaient également un centre local de développement, le CLD Kativik.